# 1,1,1,2-Tetrafluoroetan
1,1,1,2-Tetrafluoroetan, pot. tetrafluoroetan, C
2H
2F
4 – organiczny związek chemiczny z grupy halogenków alkilowych (freonów), fluoropochodna etanu. Jest używany w chłodnictwie. Nie posiada potencjału ODP, natomiast właściwości termodynamiczne ma podobne do dichlorodifluorometanu.

## Wykorzystanie
1,1,1,2-Tetrafluoroetan jest „wysokotemperaturowym” ziębnikiem używanym w domowych lodówkach i samochodowej klimatyzacji. Poza tym używa się go jako czynnik rozprężający do produkcji spienionych tworzyw sztucznych, gaz pędny w inhalatorach i podręcznych pojemnikach z tzw. „sprężonym powietrzem”, środek do usuwania wilgoci ze sprężonego powietrza, czasem też do chłodzenia przetaktowywanych komputerów i jako napęd w broni pneumatycznej ASG.
Zgodnie z Dyrektywą 2006/40/WE od 2011 roku stosowanie substancji o GWP wyższym niż 150 (a więc także tetrafluoroetanu) w systemach klimatyzacji samochodowej jest zabronione w nowych typach pojazdów, a od 2017 roku we wszystkich nowych pojazdach. Natomiast w Kalifornii jego sprzedaż może zostać zakazana, by zapobiec nieprofesjonalnej wymianie czynników chłodniczych w klimatyzacji.

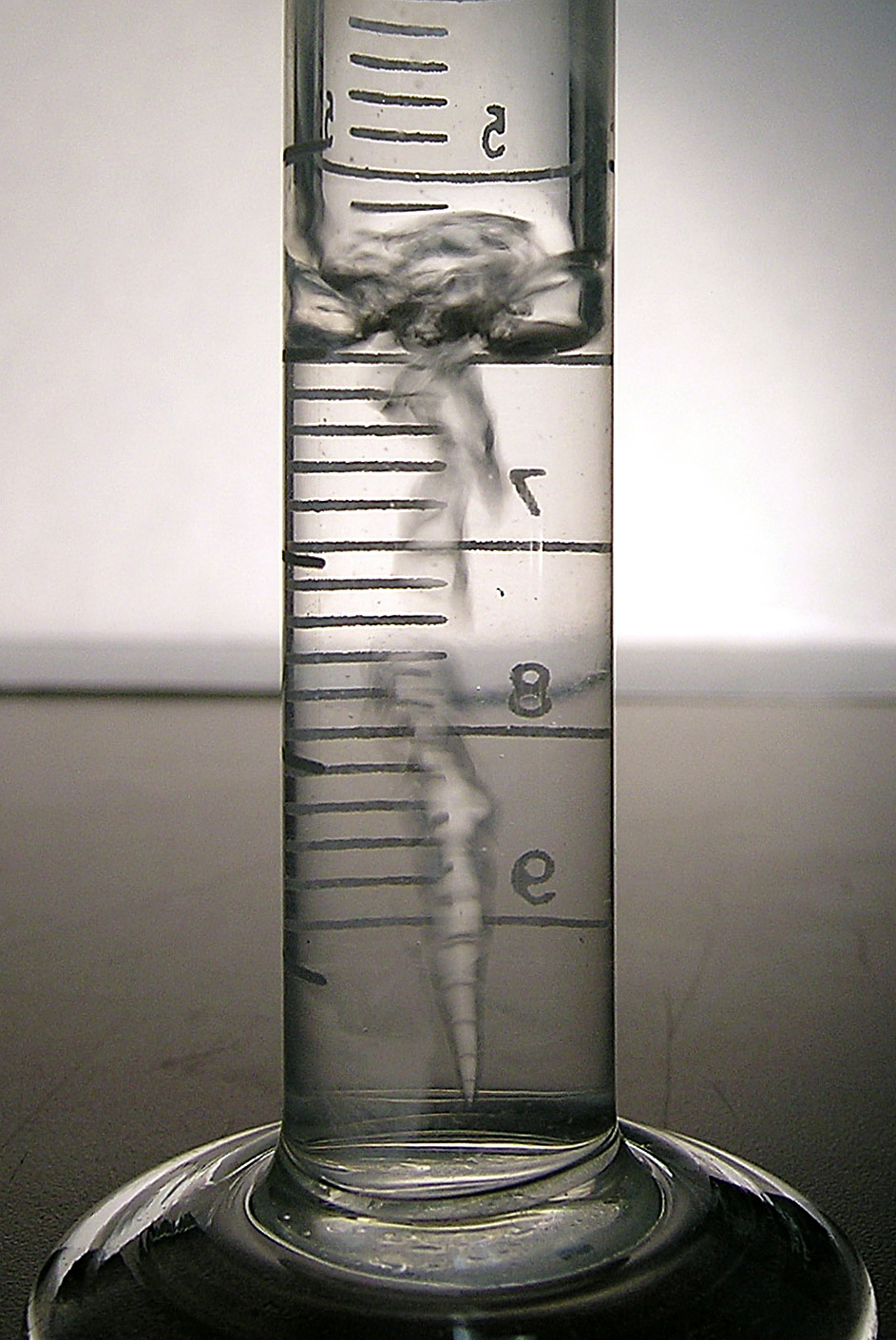
Wrzący 1,1,1,2-tetrafluoroetan

## Historia
R-134a pojawił się na początku lat 90. XX w. jako zamiennik R-12, ze względu na jego szkodliwe działanie na warstwę ozonową. Przez ostatnie 10 lat zawartość 1,1,1,2-tetrafluoroetanu w atmosferze wyraźnie wzrosła, a w latach 2001–2004 podwoiła się. Charakteryzuje się pomijalnymi potencjałami zmniejszania warstwy ozonowej ODP oraz zakwaszającym deszcze (w wyższych partiach atmosfery R-134a w reakcji rodnikowej jest wolno przekształcany w kwas trifluorooctowy wykrywany w ilości kilku ng/l deszczu), natomiast jego potencjał efektu cieplarnianego jest dość duży (GWP100 = 1300).

## Bezpieczeństwo
Kontakt tetrafluoroetanu z ogniem lub powierzchniami o temperaturze powyżej 250 °C może spowodować jego rozkład połączony z emisją toksycznych gazów, w tym fluorowodoru HF i fluorku karbonylu COF
2. Stężenie śmiertelne tetrafluoroetanu LC50 dla szczura wynosi 1,5 kg/m³, co oznacza, że jest on względnie nietoksyczny. Jako gaz cięższy od powietrza gromadzi się w dolnych rejonach pomieszczeń, mogąc doprowadzić do utraty przytomności oraz uduszenia z powodu lokalnego braku tlenu.
Szybkie opróżnianie pojemników z tetrafluoroetanem znajdujących się pod ciśnieniem prowadzi do znacznego obniżenia temperatury mogącego wywoływać odmrożenia.